# Paulo (homem ilustre)
Paulo (em latim: Paulus) foi um oficial bizantino do século VI, ativo durante o reinado do imperador Justiniano (r. 527–565). É conhecido por sua atuação no Reino Ostrogótico durante o conflito com o Império Bizantino.

## Vida
Segundo as fontes, Paulo era um homem ilustre e a julgar por sua posição é provável que foi mestre dos soldados vacante. Em 537, Paulo e Conão foram enviados de Constantinopla para Nápoles com três mil isauros para ajudar Belisário na Itália. Essa unidade fazia parte de um exército maior comandado por João. Em Nápoles, encontraram João que ordenou que fossem para Óstia com os suprimentos que Roma precisava, pois à época estava sob cerco dos godos. Os isauros aportaram sem oposição em Óstia e cavaram trincheira para defender o porto. Transferiram os suprimentos para Roma, com boa parte do exército sendo transferido à cidade e a frota indo embora. Paulo permaneceu em Óstia para guardá-la. Pouco depois, a guarnição gótica que protegia Porto retirou-se e Paulo marchou com seus soldados ao porto, que foi capturado.